# Umba (rzeka w Afryce)
Umba – rzeka w Tanzanii i Kenii, uchodzi do Oceanu Indyjskiego. 
Z nanosu rzecznego w Dolinie Umba na terytorium Tanzanii wydobywane są szafiry Umba.